# Nature
Pour les articles homonymes, voir Nature (homonymie).
Ne doit pas être confondu avec Zone de nature sauvage.
 (octobre 2016).
Si vous disposez d'ouvrages ou d'articles de référence ou si vous connaissez des sites web de qualité traitant du thème abordé ici, merci de compléter l'article en donnant les références utiles à sa vérifiabilité et en les liant à la section « Notes et références ».

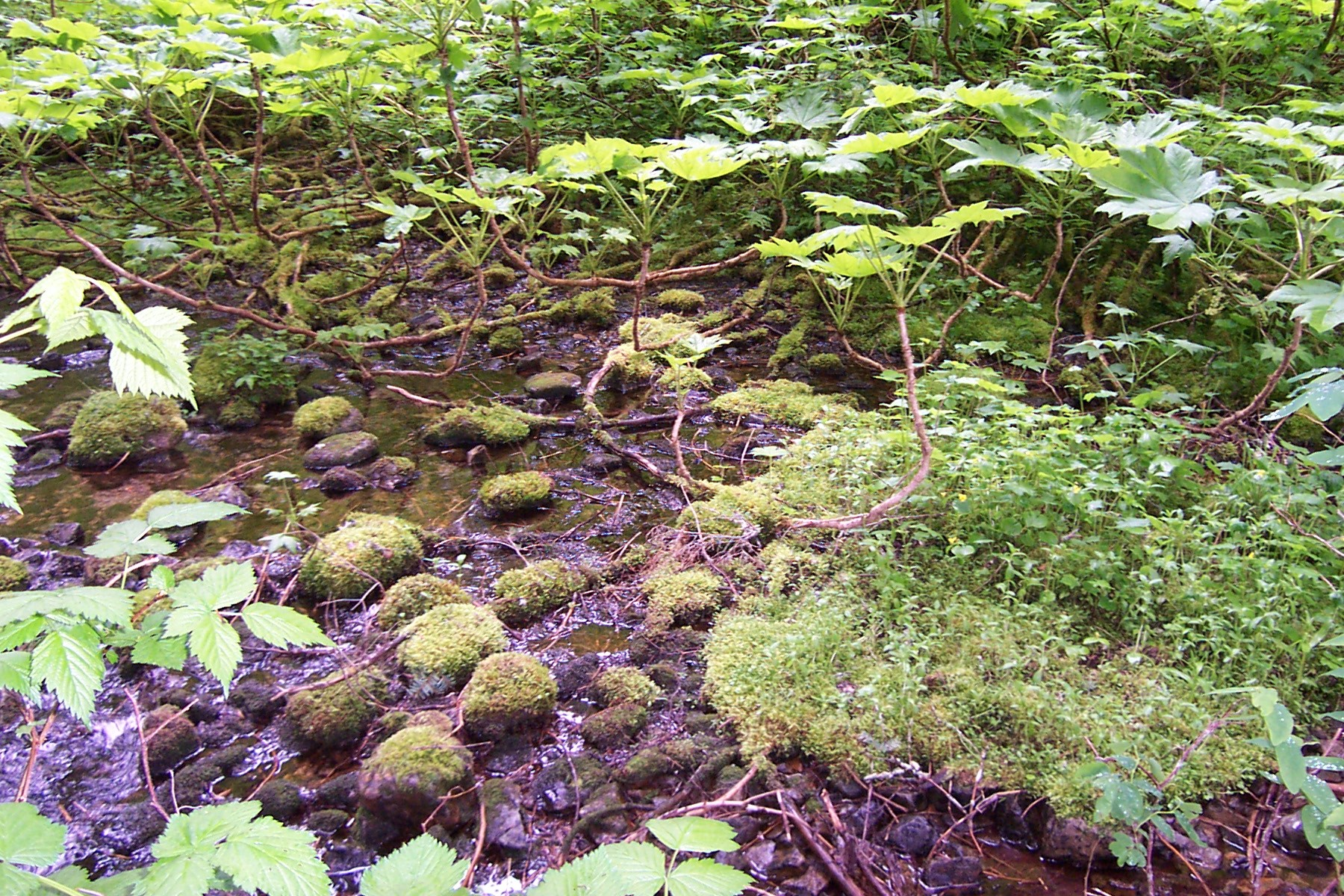
Gold Creek en Alaska.

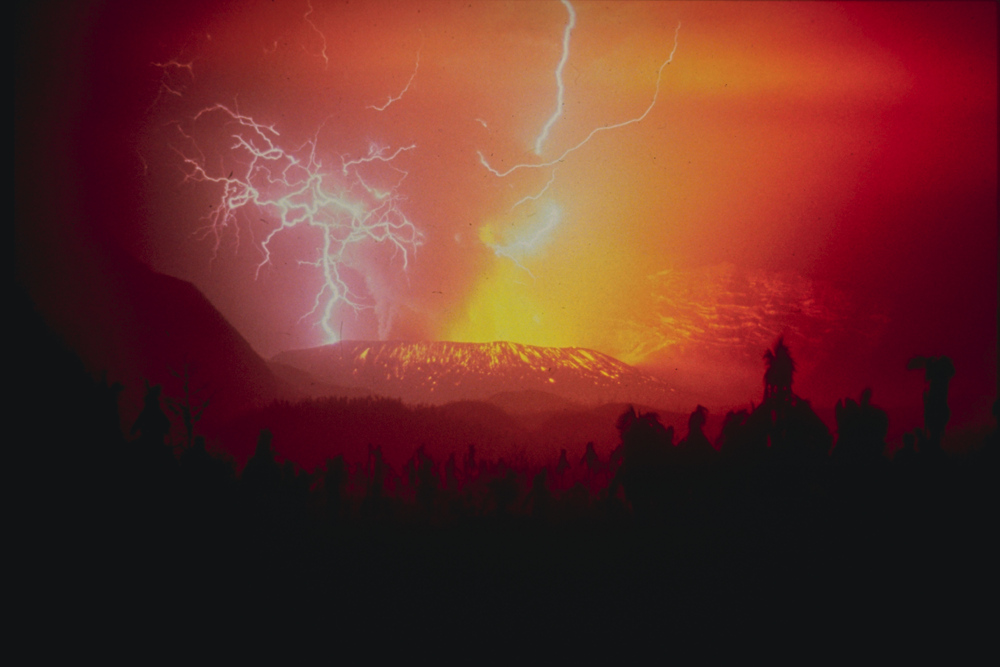
Les grandes forces du monde physique sont habituellement considérées comme « naturelles » ; individuellement, les humains n'ont pas ou très peu de prise sur elles.

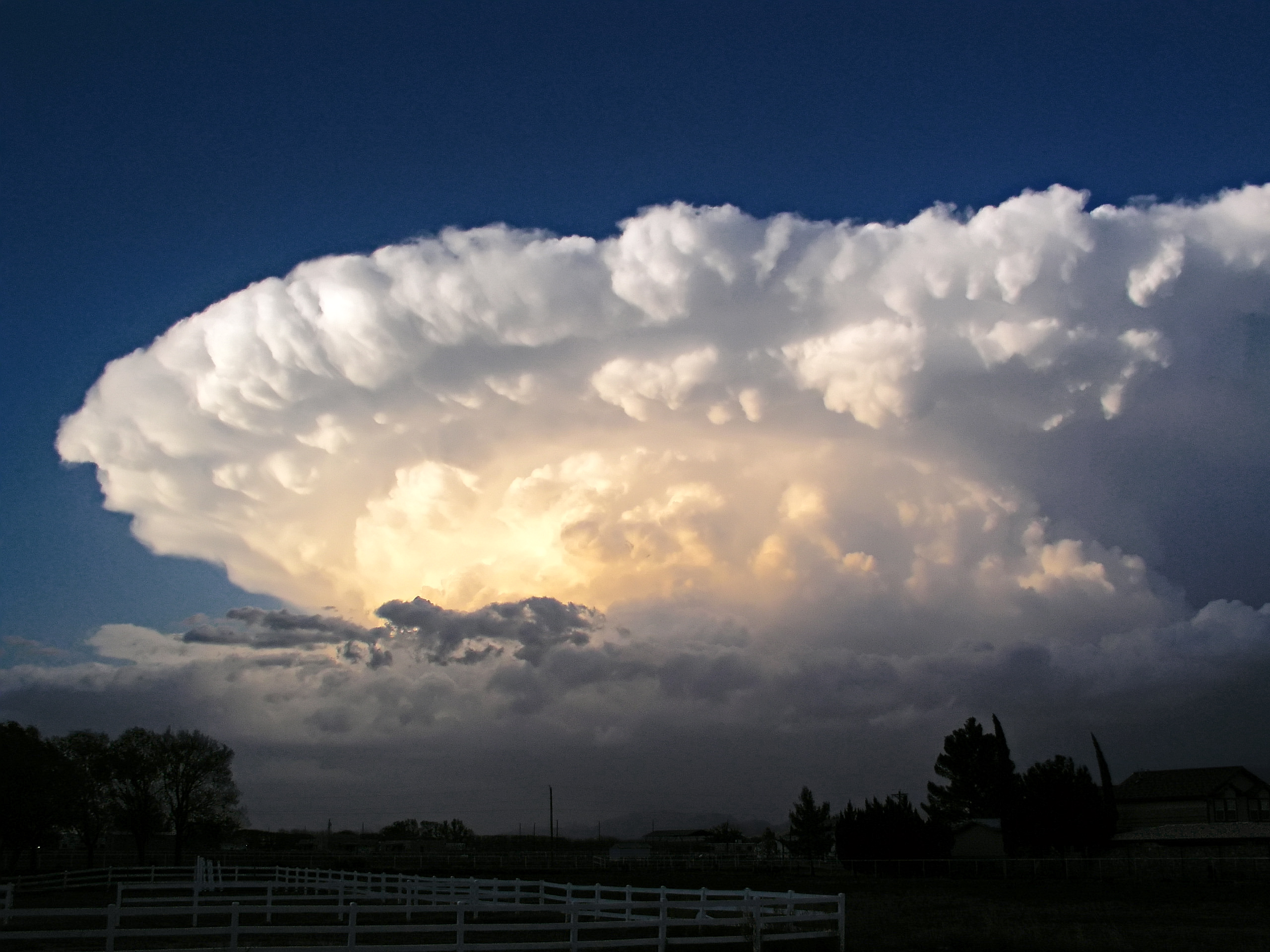
Cellules cycloniques. Les phénomènes météorologiques et le climat sont aujourd'hui affectés par les activités humaines.

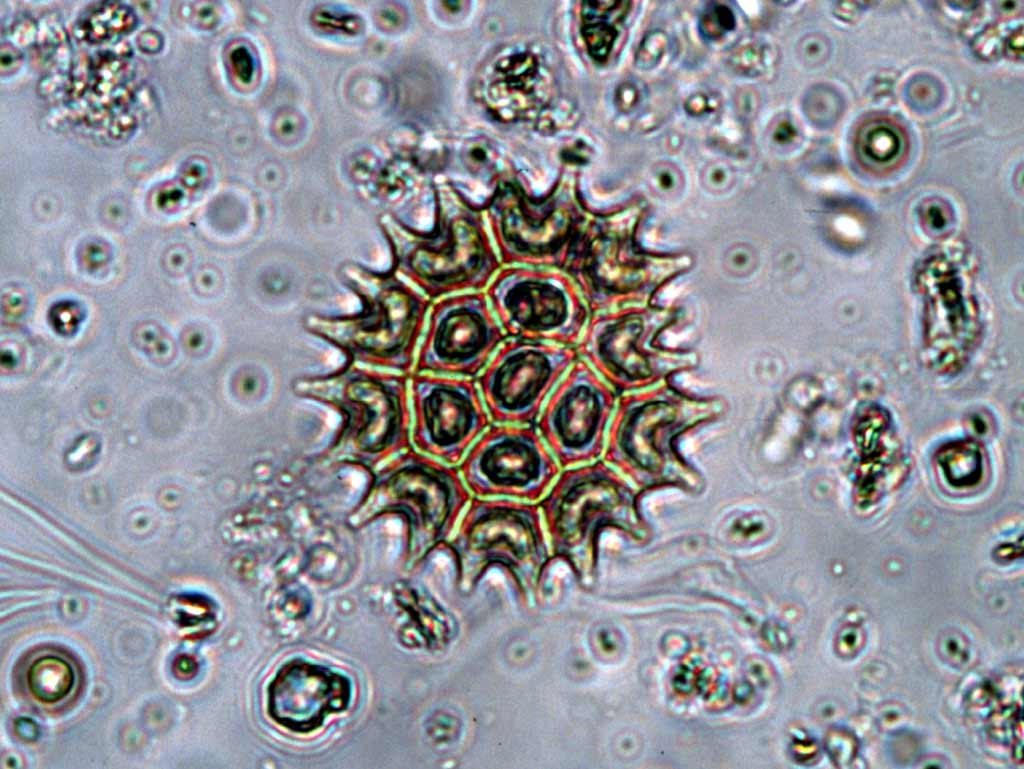
Pediastrum boryanum. Les processus naturels dépendent d'interactions complexes entre les espèces et les milieux, à toutes les échelles, de l'infiniment petit à la biosphère. Ainsi le plancton interfère-t-il avec le climat et réciproquement, via des processus naturels que les humains modifient, par exemple par la surpêche, l'eutrophisation et les émissions de gaz à effet de serre.

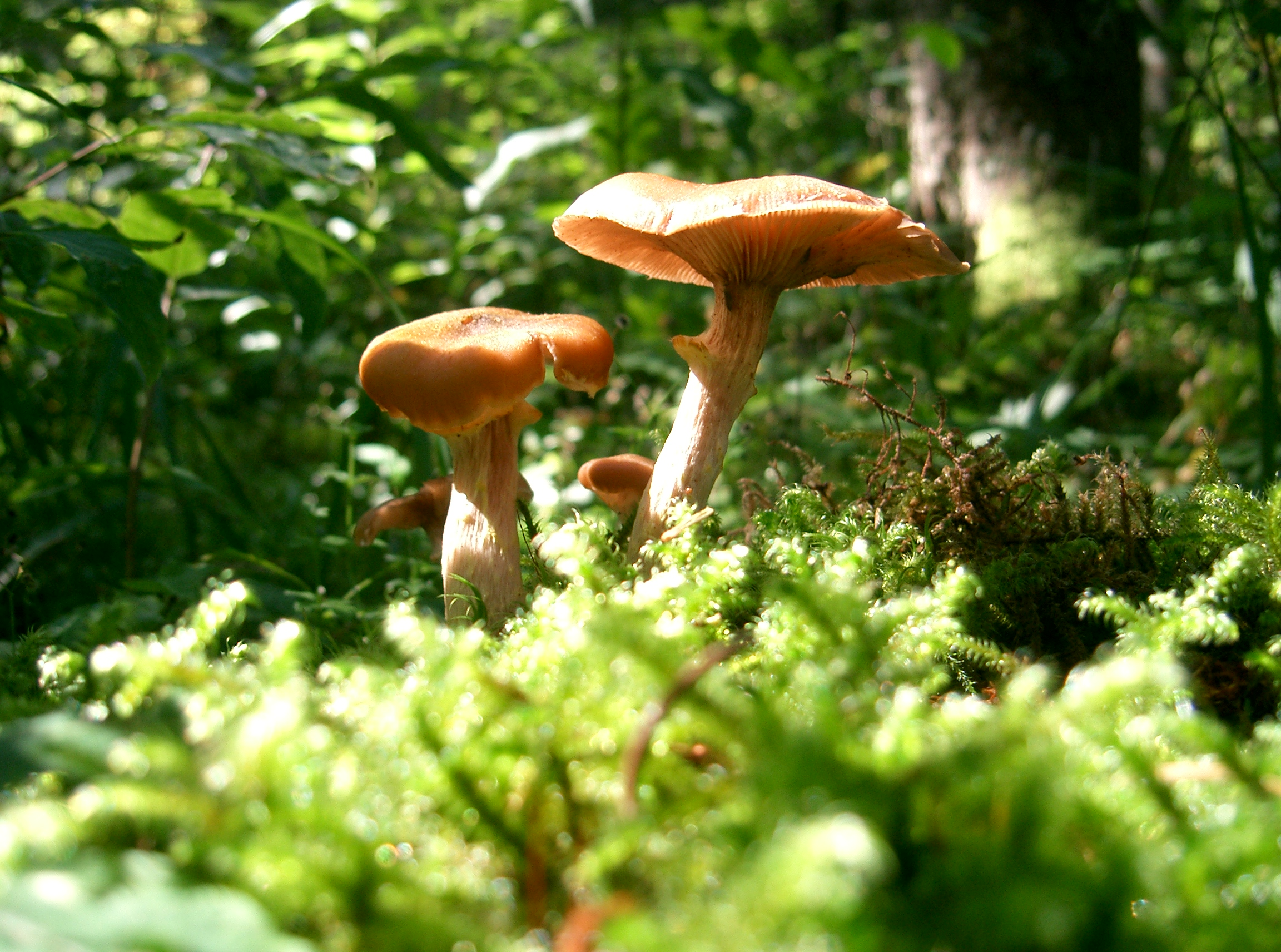
Dans la Nature, le recyclage de la matière organique et de la nécromasse est un processus vital. Il est notamment assuré par les champignons et les bactéries ; la biodiversité est une des conditions d'auto-entretien de ce processus.

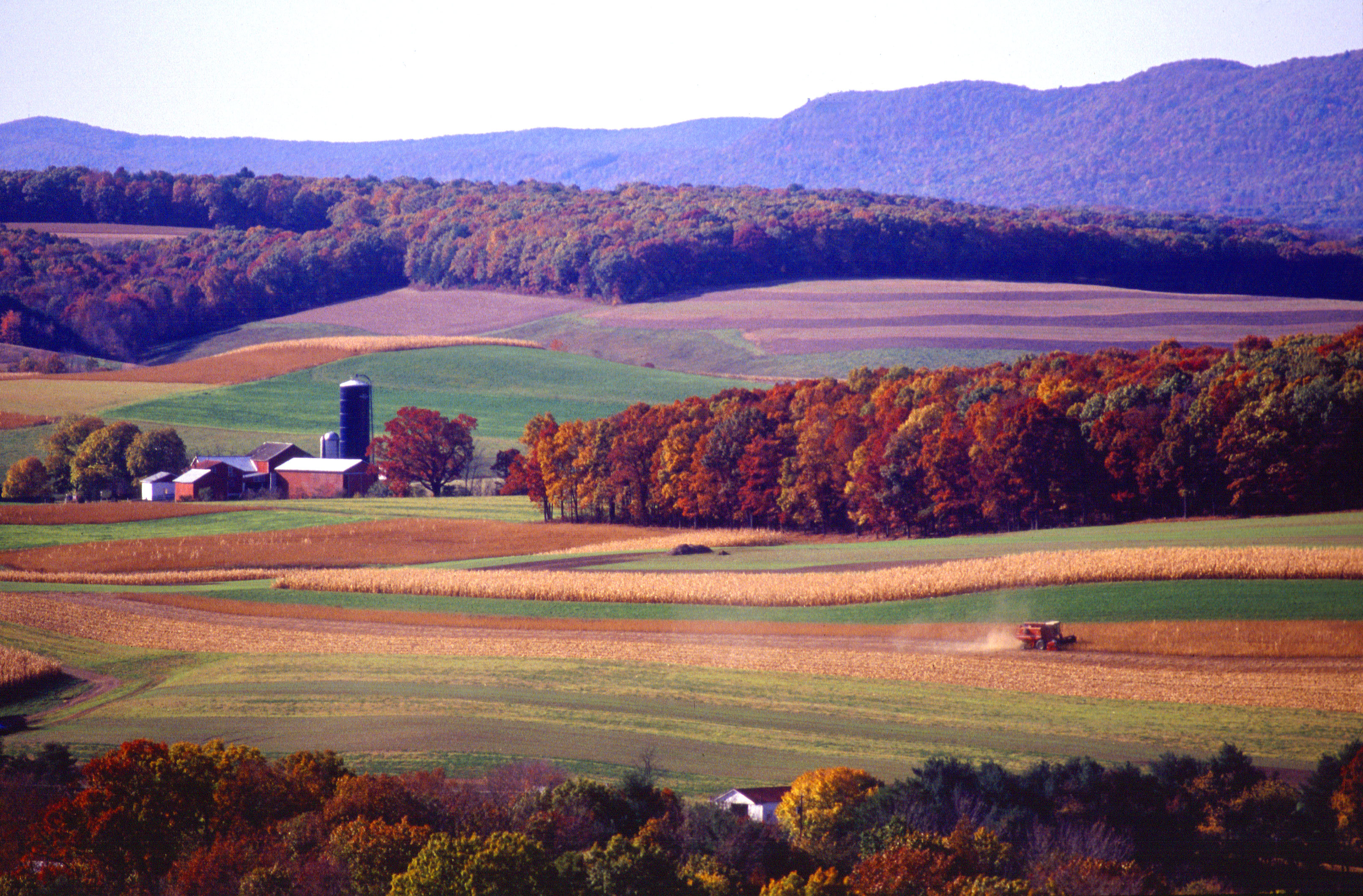
L'un des enjeux du développement durable est la conservation des processus naturels vitaux pour le maintien de la vie sur la planète : il s'agit de résoudre les conflits entre nature et artificialisation, notamment dans le domaine agricole et forestier (ici en Pennsylvanie).

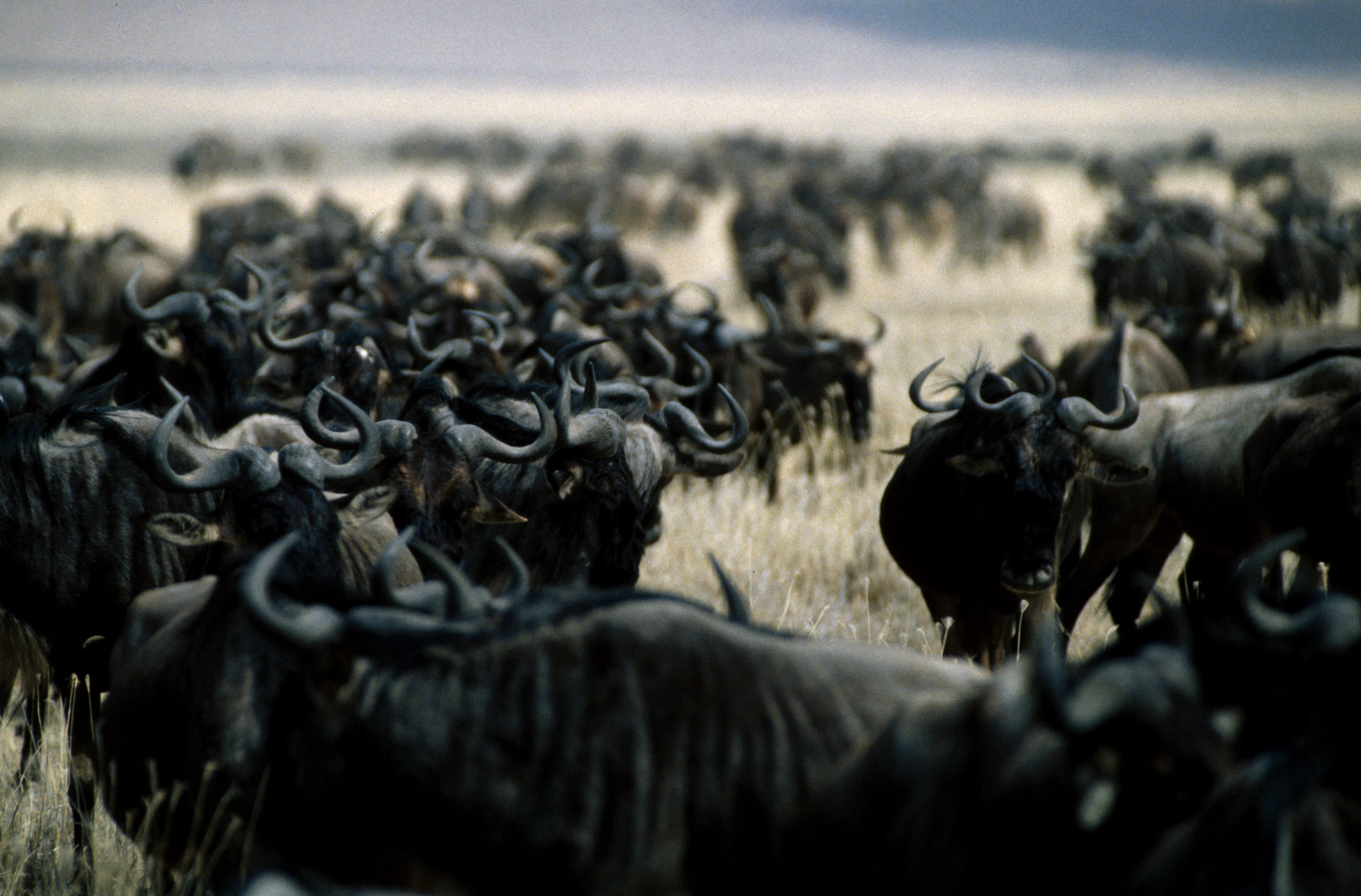
La nature sauvage est de plus en plus confinée par l'Homme sur des espaces réduits (parcs et réserves naturelles dont les limites sont en fait artificielles), ce qui pose des problèmes écologiques (dont génétiques, sanitaires) et éthiques.

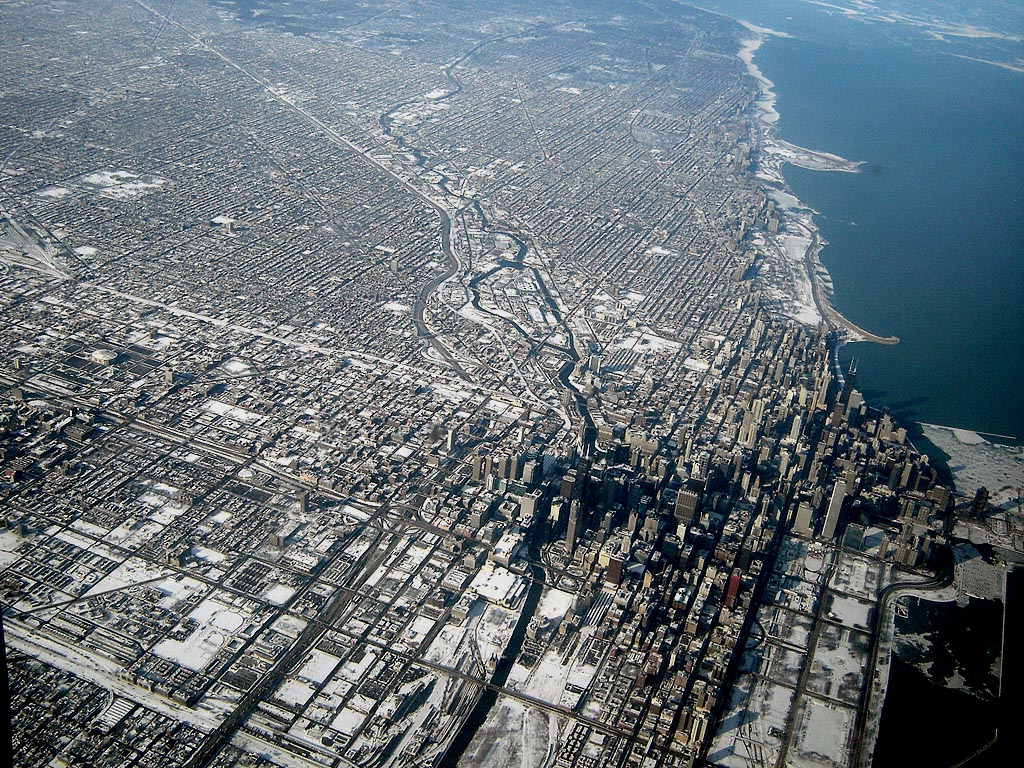
L'urbanisation, la périurbanisation (ici de Chicago) et la fragmentation des milieux naturels par les réseaux de transport sont devenues une menace pour la nature et ses processus. Ce sont aussi des défis pour le développement durable.

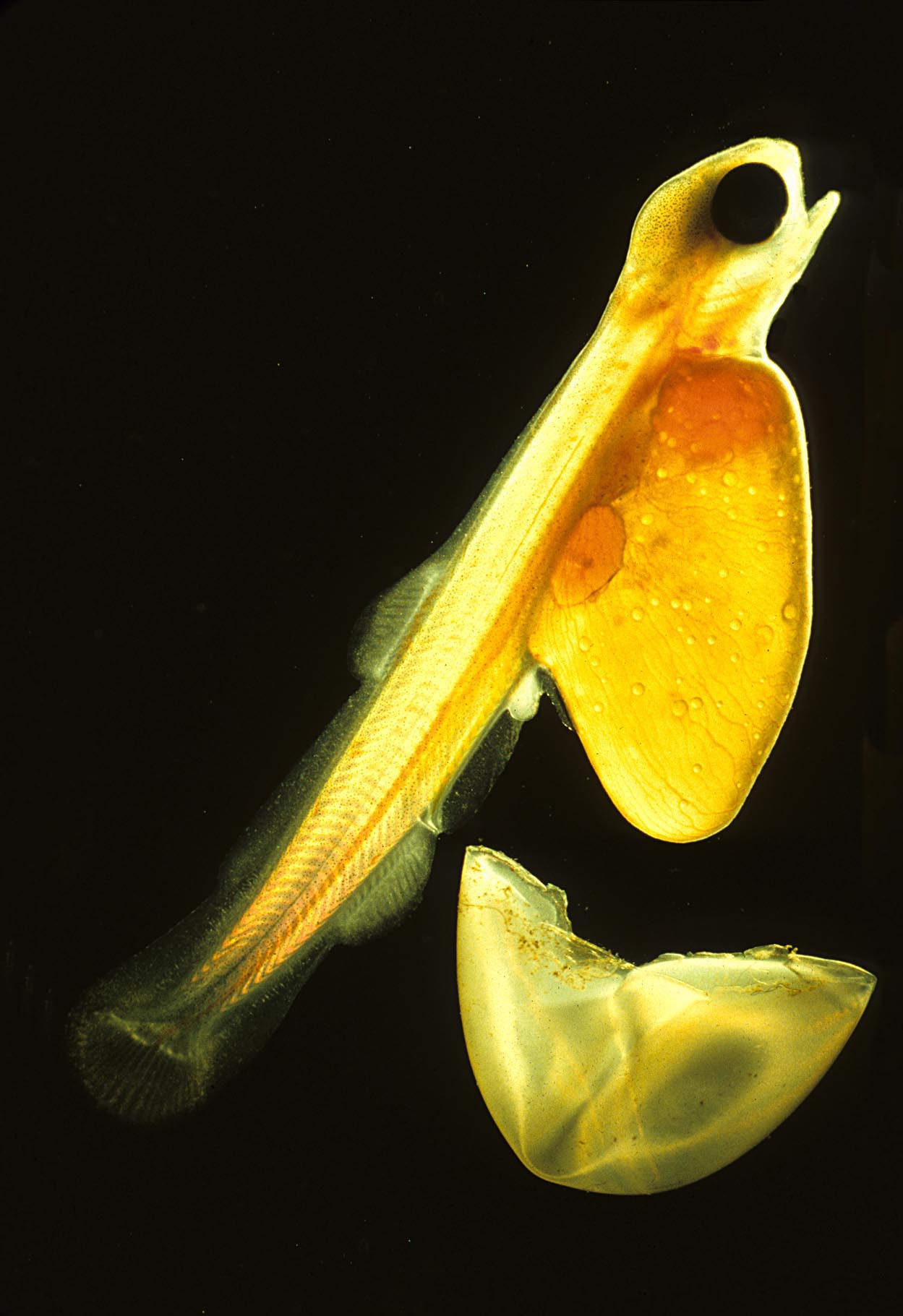
Le saumon consommé est de plus en plus du saumon d'élevage, le saumon sauvage ne trouvant plus les conditions naturelles qui lui sont nécessaires, ou ayant localement disparu, à cause d'une surpêche. L'élevage (ici la pisciculture) cherche à se substituer à des processus naturels et à les maîtriser pour les utiliser au profit de l'Homme. La réintroduction est une stratégie complémentaire visant à restaurer les processus naturels.

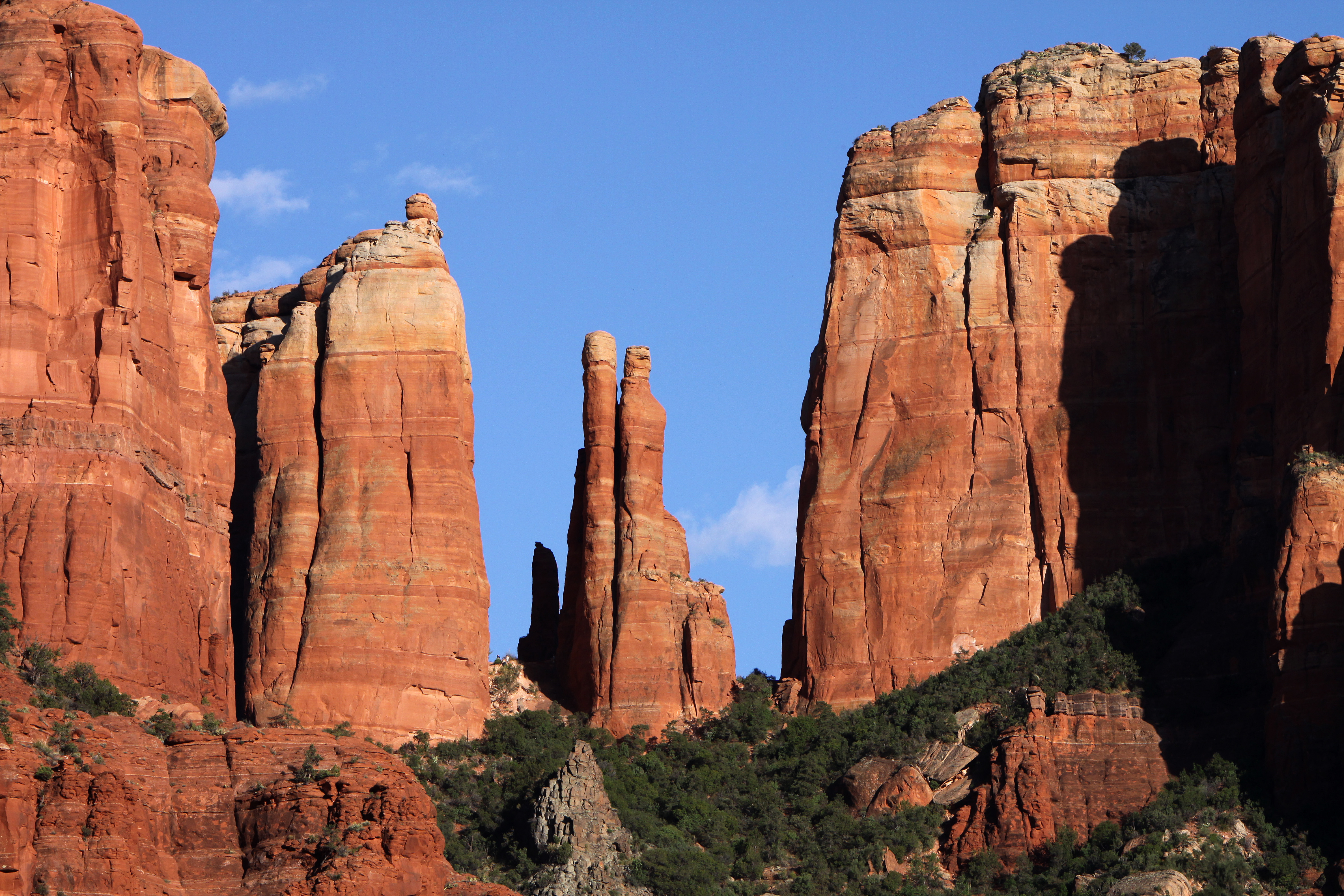
Cathedral Canyon (Arizona), ensemble naturel formé par le temps.

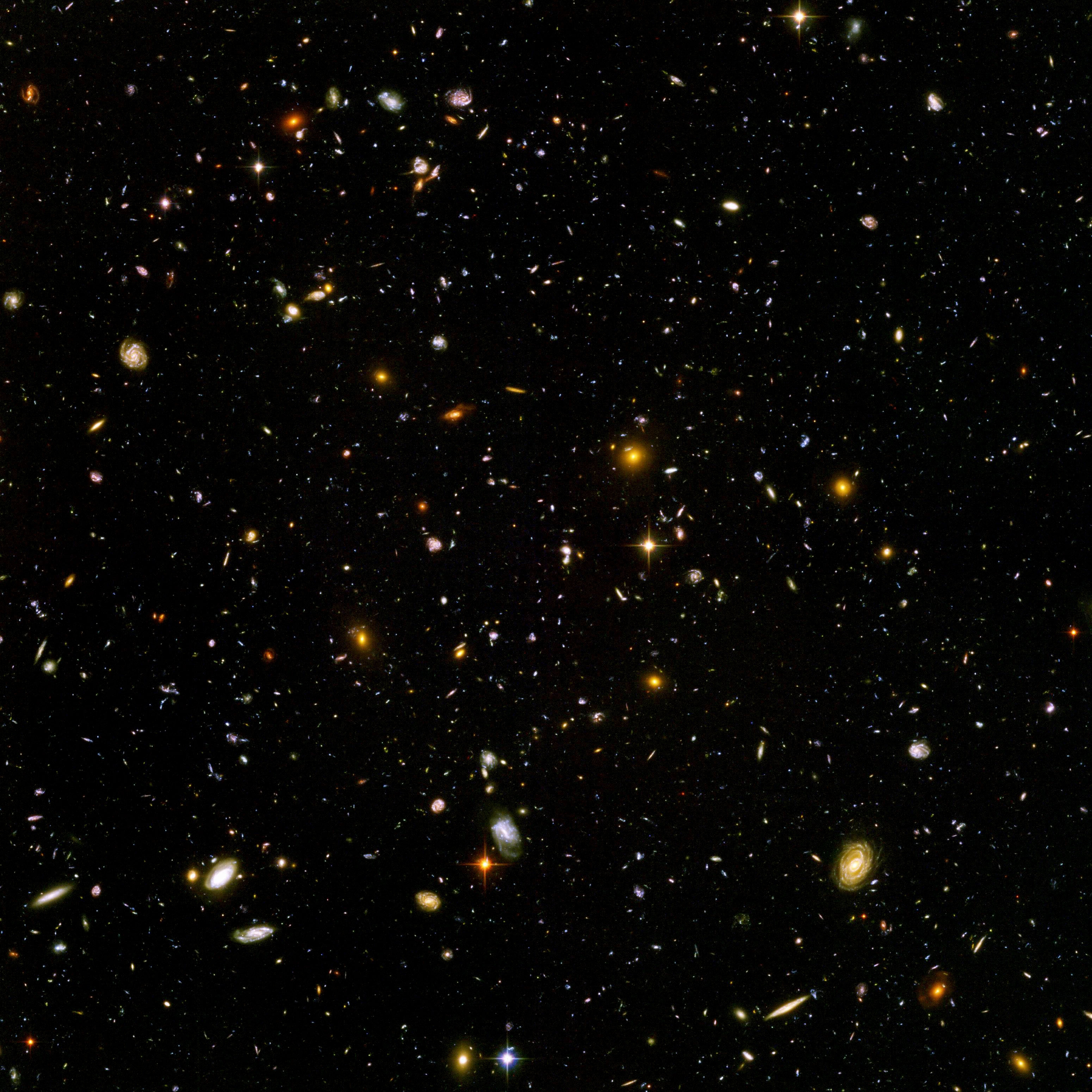
L'univers profond vu par le télescope Hubble. L'Homme étudie les forces naturelles qui animent l'univers. Il y recherche notamment des indices d'existence d'autres formes de vie.

Le mot « nature » peut désigner la composition et la matière d'une chose (ce qu'elle est, son essence), ou l'origine et le devenir d'une chose, ou l'ensemble du réel indépendant de la culture humaine, ou l'ensemble des systèmes et des phénomènes naturels, : le mot est donc polysémique, c’est-à-dire qu'il a plusieurs sens.
Au sens commun, la nature peut regrouper :
- l'environnement biophysique, l'habitat et les milieux dit naturels (terrestres), aquatiques ou marin ; préservés (à forte naturalité) et dégradés ;
- les paysages sauvages, les paysages aménagés et altérés ;
- les « forces » et principes physiques, géologiques, tectoniques, météorologiques, biologiques, le temps, l'évolution qui constituent l'univers et celles qui animent les écosystèmes et la biosphère sur la Terre ;
- les milieux (eau, air, sol, mer, monde minéral) ;
- les groupes d'espèces, les individus et les mondes qui les abritent : végétal (forêts…), animal (incluant l'espèce humaine et l'environnement humain) et les autres niveaux trophiques dont le fongique, le bactérien et le microbien ;
- certains phénomènes épisodiques de la nature (crises, cycles glaciations/réchauffement climatique, cycles géologiques, cycle sylvigénétique, incendies d'origine non humaine, etc.).

Face au constat des répercussions négatives des activités humaines sur l'environnement biophysique et la perte accélérée de naturalité et de biodiversité au cours des dernières décennies, la protection de la nature et des milieux naturels, la sauvegarde des habitats et des espèces, la mise en place d'un développement durable et raisonnable et l'éducation à l'environnement sont devenues des demandes pour une grande partie des citoyens de la plupart des pays industrialisés. Les principes de l'éthique environnementale, de nouvelles lois et des chartes de protection de l'environnement fondent le développement d'une idéologie culturelle humaine en relation avec la biosphère.
Les conceptions de la nature peuvent différer entre les cultures ainsi qu'au sein d'une même culture. C'est par exemple le cas en Asie de l'Est et en Asie du Sud-Est.

## Étymologie et évolution du sens
Si l'étymologie du terme « nature » est relativement bien connue, l'évolution de son sens est beaucoup plus complexe à déterminer, et ce terme a connu des significations très différentes voire contradictoires pendant son histoire.
Le mot nature est attesté en français depuis 1119. Il vient du latin natura, qui désignait « le cours des choses ; le caractère naturel, la constitution, la qualité ; l'univers » et littéralement « naissance ». Le terme vient lui-même du verbe nascor (« naître »), ici au supin. Si ce terme signifie essentiellement le « caractère inné » au IIe siècle avant notre ère, le latin classique, notamment par le biais de Cicéron, va l'enrichir de tous les sens du terme grec phusis, beaucoup plus complexe et obscur et dont il devient la traduction en philosophie latine. Phusis vient du verbe phuein. Phuein, c'est l'éclosion, ce qui se manifeste en révélant ce qui était contenu dans la semence ; ainsi, le phuein, c'est le propre de la plante qui croît à partir de soi-même, qui a son centre de changement à l'intérieur et non pas à l'extérieur, comme une pierre. Pour Maurice Merleau-Ponty, cette parenté de la phusis et du végétal fait que « est nature ce qui a un sens, sans que ce sens ait été posé par la pensée. C'est l'autoproduction d'un sens ».
Le terme phusis vient en outre de la racine indo-européenne *bhū qui renvoie au fait de croître, en particulier s'agissant de la végétation. Cette racine est également présente dans le pāli sabhava et dans le sanscrit svabhāva, lesquels renvoient à la nature propre d'une chose.
Cette étymologie indique que les anciens grecs et romains avaient une conception dynamique, « vitaliste » de la nature, conception selon laquelle le vivant n'est pas réductible aux lois physico-chimiques de la matière. Pour les grecs de l'antiquité, Aristote en particulier, la nature est une puissance d'engendrement des êtres, mais cette puissance n'est pas séparée des choses elles-mêmes, elle leur est « immanente » : « chaque être naturel a en soi-même un principe de mouvement et de repos ».
Aristote énumère cependant plusieurs définitions différentes de la nature, et introduit une opposition entre le naturel et l'artificiel : le naturel est ce qui est produit par la phusis, ce qui existe par soi-même, l'artificiel est ce qui est produit par la technè, par l'action et le travail (d'humains, d'animaux ou de dieux). C'est cette opposition qui sera plus tard reprise dans la philosophie romaine par Cicéron à travers l'opposition nature/culture.
Cette première approche dynamique et vitaliste s'est estompée au XVIIe siècle où le mot devient synonyme d'univers matériel, réglé par des lois. C'est ainsi que Fontenelle, après Descartes, dira que « la nature est en grand ce qu'une montre est en petit ». Mais si cette vision mécaniste de la nature reste encore largement répandue, elle a été critiquée par la génération romantique au début du XIXe siècle, et notamment par Engels dans son Anti-Dühring : pour lui il faut concevoir la nature, aussi bien sur terre que dans l'univers comme un processus évolutif, historique et dialectique : rien dans la nature ne reste identique à soi, tout change et se transforme en permanence. Cette nouvelle approche redevenue dynamique s'illustrera pendant tout le XIXe siècle, notamment à travers Darwin qui instaure, dans la foulée de Buffon, une approche historique de la nature, qui n'est dès lors plus fixe : les espèces évoluent en permanence, ainsi que les milieux dans lesquels elles vivent. Tandis que Darwin se concentre sur l'histoire des êtres, celle des roches sera illustrée par Alfred Wegener, qui théorise la dérive des continents.

## La nature dans la philosophie
La nature est un objet d'investigation de la philosophie depuis l'époque des présocratiques. Les physiologues mènent une enquête rationnelle sur l'origine et les causes de l'être et du non-être, qui recoupent la nature et son absence. Les grands penseurs, d'Aristote à Emmanuel Kant, en passant par René Descartes et Arthur Schopenhauer, ont théorisé la nature.
Plus récemment, des recherches se sont intéressées aux conceptions de la nature dans d'autres cultures soulignant l'importance de tels travaux pour la mise en place des politiques environnementales ainsi que pour leur acceptation par les populations locales.

## Composantes de la nature
La nature recouvre les réalités suivantes :

### Terre

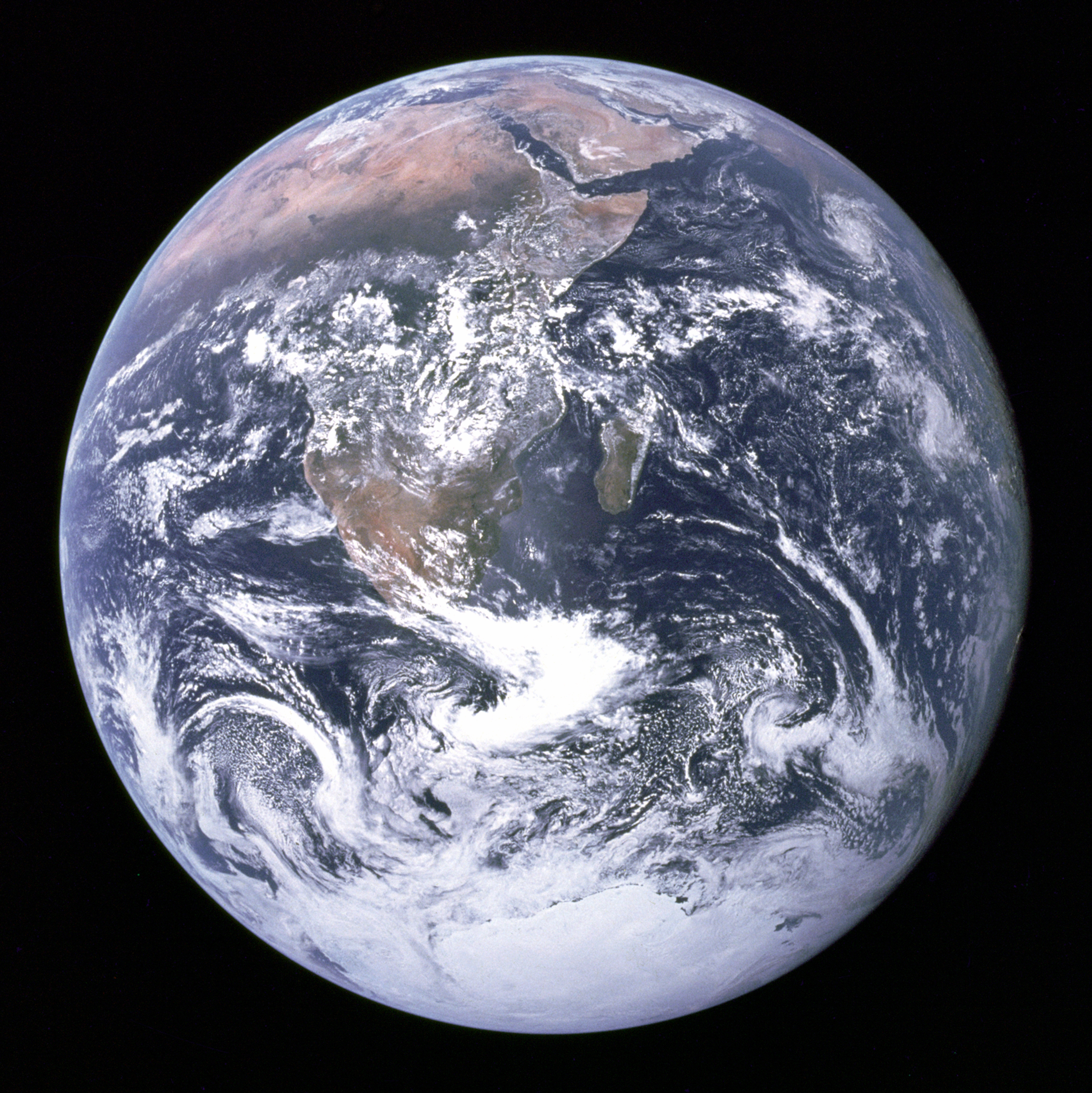
Vue de la Terre prise en 1972 par l'équipage d'Apollo 17.

La Terre est la seule planète connue pour abriter la vie et ses caractéristiques naturelles font l'objet de nombreuses recherches scientifiques. Au sein du Système solaire, c'est la troisième la plus proche du Soleil ; c'est la plus grande planète tellurique et la cinquième plus grande de toutes. Ses principales caractéristiques climatiques sont la présence de deux grandes régions polaires, deux zones tempérées relativement étroites et une vaste région équatoriale tropicale à subtropicale[réf. à confirmer]. Les précipitations varient considérablement selon l'endroit, de plusieurs mètres d'eau par année à moins d'un millimètre[réf. nécessaire]. 71 % de la surface de la Terre est recouverte d'océans d'eau salée. Le reste est constitué de continents et d'îles[réf. nécessaire], la majeure partie des terres habitées se trouvant dans l'hémisphère Nord[pertinence contestée].
La Terre a évolué grâce à des processus géologiques et biologiques qui ont laissé des traces des conditions originales. La surface extérieure est divisée en plusieurs plaques tectoniques qui migrent progressivement. L'intérieur reste actif, avec une épaisse couche de manteau en convection et un noyau rempli de fer qui engendre un champ magnétique. Ce noyau de fer est composé d'une phase interne solide et d'une phase externe fluide. Le mouvement de convection dans le noyau génère des courants électriques par dynamo qui, à leur tour, engendrent le champ géomagnétique[réf. nécessaire].
Les conditions atmosphériques ont été considérablement modifiées par rapport aux conditions d'origine par la présence de formes de vie, ce qui crée un équilibre écologique qui stabilise les conditions de surface. Malgré les grandes variations régionales du climat selon la latitude et d'autres facteurs géographiques, le climat mondial moyen à long terme est assez stable pendant les périodes interglaciaires, et les variations d'un degré ou deux de la température moyenne mondiale ont eu historiquement des effets majeurs sur l'équilibre écologique et sur la géographie de la Terre,.
Voir :
- échelle des temps géologiques ;
- climat et météorologie.

## Humains et nature: l'environnement

### Une relation ambiguë
Le caractère imprécis de la définition même de « Nature » entretient une ambiguïté dans la relation entre Hommes et Nature.
La biosphère terrestre étant de plus en plus marquée par l'empreinte de l'Homme, il devient de plus en plus difficile d'y trouver des espaces purement « naturels » au sens de « dépourvus d'influence humaine ». La nature au sens le plus strict est refoulée d'une part vers le bas, dans le sous-sol lointain et les grands fonds océaniques, et d'autre part vers le haut, dans l'espace intersidéral. Les phénomènes climatiques eux-mêmes ne sont plus considérés comme indépendants de l'activité humaine.
D'un autre côté, le concept est souvent employé dans un sens dérivé pour désigner des espaces aménagés par l'homme mais dans lesquels une large place est réservée à des peuplements végétaux et animaux ; c'est ainsi qu'on peut parler de nature à propos d'une forêt, même si elle est cultivée et exploitée depuis des siècles, et qu'on qualifie même de parcs naturels des territoires où s'exercent des activités agricoles intensives dotées de moyens mécaniques et chimiques modernes. Dans ce cas, le qualificatif naturel désigne certaines caractéristiques paysagères (variables selon le lieu et sans définition universelle) et n'implique pas l'absence d'artifice humain. Il fait référence à un mode de gestion de l'espace par l'Homme, plutôt qu'à une absence d'intervention humaine.
Le mot naturel a également été employé à l'époque coloniale dans un sens équivalent à celui du mot anglais native, c'est-à-dire au sens étymologique, pour désigner les habitants natifs des pays colonisés. Cette appellation, qui ne se voulait pas injurieuse, avait cependant une connotation raciste dans la mesure où elle suggérait que ces hommes vivaient dans des conditions plus « proches de la nature » que les autres. Dans le même ordre d'idées, l'imagination populaire représente souvent les hommes de la Préhistoire comme plus naturels que les hommes d'aujourd'hui, suggérant que la nature correspond à un état primitif dont le progrès amène inéluctablement à s'éloigner.
L'idée de nature a été remaniée par la culture urbaine à travers la notion mythique de sauvagerie désignant de manière générale ce qui est extérieur à la civilisation. Le fait que le même mot sauvage soit utilisé d'une part comme un synonyme de naturel et d'autre part pour qualifier des actes particulièrement violents ou cruels (même s'ils sont commis dans des sociétés urbaines avec des moyens techniques sophistiqués) met bien en évidence une certaine tradition idéologique qui place plus ou moins consciemment du côté de la nature ce qui est étranger à la culture dominante et/ou mauvais. Paradoxalement, il se trouve aussi que, dans d'autres contextes, le mot naturel est employé dans la langue populaire comme un synonyme de normal, légitime ou logique ; la Nature, lieu de la sauvagerie, est donc aussi celui du bon sens fondamental et, par voie de conséquence, elle est la source des principes les plus légitimes de l'Homme civilisé.
Le développement des sciences et des techniques au cours des deux derniers siècles a été, de son côté, largement accompagné par une idéologie d'opposition entre l'Homme et la Nature, la connaissance étant généralement perçue comme un instrument de domination de la Nature plutôt que comme un moyen de vivre en harmonie avec elle. Cette époque a vu aussi se développer la philosophie du droit naturel, dont découlent notamment les droits de l'homme et selon laquelle l'Homme se verrait attribuer par nature des prérogatives immuables ; mais ici le paradoxe n'est qu'apparent, car dans ce contexte la notion de nature est employée dans le sens de nature humaine, et n'implique aucune espèce de « réconciliation » avec la Nature (la promotion des droits de l'homme est d'ailleurs, jusqu'à présent, indépendante de toute préoccupation environnementale).
En fait, la distinction entre l'humain et le naturel repose essentiellement sur des notions historiques et subjectives, voire contradictoires. La question de son bien-fondé universel reste ouverte. La distinction (parfois conçue comme une opposition) a été inspirée et justifiée par le besoin, d'origine religieuse ou découlant de certaines formes d'humanisme, de représenter l'Homme comme un être en-dehors ou au-dessus de la Nature même si par ailleurs l'Homme n'est pas séparable de son environnement naturel avec lequel il est en interaction permanente et dont il ne peut pas plus s'affranchir que n'importe quelle autre espèce vivante.

### Destruction de la nature
Dès 1864, dans un contexte de révolution industrielle, George Perkins Marsh écrit dans L'Homme et la Nature : « L’homme a trop longtemps oublié que la terre lui a été donnée pour qu’il en utilise le seul usufruit, non pour qu'il l'épuise, encore moins pour la gaspiller de manière éhontée ».
L'ignorance de l'environnement biophysique et de l'écologie conduisent à la surexploitation des ressources naturelles, qui se traduit notamment par :
- la déforestation ;
- l'agriculture intensive ;
- la surpêche ;
- la pollution de l'eau, de l'air et des sols ;
- les émissions de gaz à effet de serre, notamment par la combustion de combustibles fossiles ;
- l'irradiation.

Ces phénomènes entraînent notamment le dérèglement climatique, la perte de biodiversité, la raréfaction des ressources en eau. Les diverses pollutions ont des effets sur la santé humaine.

## La Nature dans le droit et la jurisprudence
La forêt, stratégiquement importante pour la fourniture du bois, a fait l'objet d'une protection foncière particulière, renforcée en France depuis Colbert au XVIIe siècle. Récemment, le génome des espèces sauvages ou domestiques a pris une valeur juridique particulière avec une privatisation permise par « marques » de propriété d'hybrides et variétés végétales « créées » (ou isolées) par les semenciers puis les premières autorisations de brevetage du vivant. Mais la faune, la flore, la fonge et les organismes vivant sont encore en France et dans de nombreux pays considéré par le législateur comme res nullius (chose sans propriétaire).
Depuis peu, et au niveau international, ils tendent cependant à être identifiés comme une partie du bien commun, qu'est la biodiversité, source de services écosystémiques ; ce qui donne une « valeur » nouvelle à la nature, notamment marquée en Europe par les directives Habitat ou Oiseaux.
La « Nature » a récemment dans plusieurs pays, dont en France acquis un droit de protection, puis de représentation, assimilable dans une certaine mesure et dans certains cas à celui des droits des « victimes ». Ainsi, les aménageurs doivent prospectivement appliquer le principe « éviter > réduire > compenser » les impacts écologiques lors des grands projets. Et, en cas de pollution ou de catastrophe, le pollueur doit maintenant prendre en charge des compensations et/ou réparations. Théoriquement, cela se fait selon le principe pollueur-payeur, qui reste cependant difficile à appliquer quand la pollution est ancienne ou diffuse.
Le principe de « préjudice écologique » a été en France, en 2012, confirmé par la Cour de Cassation lors du procès de l'Erika.

## Nature dans l'artet laculture

### Interaction des communautés humaines avec la nature
La notion de nature renvoie a priori à l’idée d’un domaine ayant ses propres principes de développement, qui serait hors de l’action de l’homme. Or, on réalise aujourd'hui que le changement climatique a une origine anthropique. L’idée de nature n’est donc pas suffisante. Il y a une complémentarité et une interaction entre la nature et les communautés humaines. L’esquisse de cette complémentarité réciproque peut s'éclairer avec la notion de culture écologique.
On constate par exemple que les notions de patrimoine naturel et de patrimoine culturel sont intimement liées, en observant le patrimoine mondial de l'UNESCO qui dresse une liste de sites naturels et culturels.
La convention de 2007 de l'UNESCO souligne l'interaction des communautés humaines avec la nature, dans la définition qui a été donnée du patrimoine culturel immatériel :
« Ce patrimoine culturel immatériel, transmis de génération en génération, est recréé en permanence par les communautés et groupes en fonction de leur milieu, de leur interaction avec la nature et de leur histoire, et leur procure un sentiment d'identité et de continuité, contribuant ainsi à promouvoir le respect de la diversité culturelle et la créativité humaine ».
Voir aussi : Culture et nature

### Les deux sens du mot culture enfrançais
La notion de culture recouvre deux sens :
Le premier correspond à l’idée de civilisation. Cette idée est aussi ancienne que l'histoire de l'humanité, mais a trouvé une nouvelle signification avec la Philosophie des Lumières. Dans ce sens, la culture est le trait distinctif de l’espèce humaine, associé à ses savoirs et savoir-faire. Cette conception française de la culture serait plutôt individualiste.
Le second est le sens allemand, émergeant sous l’influence du romantisme. La culture est la configuration particulière de croyances coutumières, traits matériels, organisations sociales… elle est une totalité singulière, une sphère autonome incommensurables avec d’autres totalités. Cette conception plus collective s'oppose à la conception française.
Dans Les Mots et les Choses, Michel Foucault définit l’anthropologie comme l’étude des rapports entre la nature et la culture. Globalement on peut appréhender cette question en distinguant les anthropologies matérialistes et les anthropologies symbolistes.
Les anthropologies matérialistes s’intéressent aux fonctions structurantes de la vie matérielle. L’idée sous-jacente est que la nature est un déterminant de base : elle y est définie en termes ethnocentrique, comme étant le moteur de la vie sociale. On y trouve l’anthropologie marxiste des années 1970 en France, pour laquelle la nature est une donnée brute qui peut être appropriée ou transformée, et l’environnement naturel est une précondition de l’environnement économique. On trouve aussi la sociobiologie et l’écologie culturelle, entre lesquelles on souligne un certain parallèle puisque pour les deux, la cause ultime des comportements revient au champ de la nature. Dans tous les cas, pour les anthropologies matérialistes, la culture est une forme particulière d’adaptation à une nature qui serait partout un élément déterminant et conditionnant.
Les anthropologies symbolistes s’intéressent aux caractères symboliques de la vie sociale. Elles mettent l’accent sur les aptitudes des hommes à créer un monde de signification et d’intentionnalités dépendant des déterminations brutes de la nature.
Dans Anthropologie Structurale 2, Lévi-Strauss dit que l’anthropologie est la discipline qui pense la relation entre la nature et la culture. La dichotomie nature / culture soulevée, l’opposition nature / culture suggère deux possibilités. Soit la culture est ce qui donne un sens à nature (la culture impose sa signification à la nature). Soit la nature détermine les rapports sociaux (la nature donne forme à la culture).

### L’opposition nature/culture comme outil analytique
La dichotomie nature / culture utilisée comme outil analytique est en partie dérivée de Claude Lévi-Strauss. Il l’a notamment utilisée comme opérateur central pour décoder les mythologies. Celui-ci a été reconnu pertinent par les ethnologues de ces sociétés amérindiennes. La mythologie retrace la construction de la nature sur un fond initial d’indifférenciation culturelle (ainsi, dans les mythes amérindiens, au début les animaux et les hommes avaient la même apparence). Chez Lévi-Strauss, l’opposition, là où elle est pertinente, c’est-à-dire dans les mythes, n’est qu’une façon de mettre une étiquette sur des contrastes.
L’écologie culturelle donne un crédit illimité à la nature. L’anthropologie structurale, à ce propos, n’oppose pas une forme d’idéalisme mais aussi un naturalisme, mais un naturalisme de principe. Lévi-Strauss n’a jamais varié dans l’idée que la nature conditionne les opérations intellectuelles, la nature devenant donc une construction empirique. L’étude naturaliste doit permettre de comprendre la structure des groupes culturels. Ce qui intéresse Lévi-Strauss est de rendre compte de la manière dont l’esprit opère dans des contextes culturels et géographiques distincts (ex : les Mythologiques). La mythologie révèle dans une forme épurée les opérations d’un esprit qui n’est plus condamné à mettre en ordre, mais qui peut « jouer » avec les règles de fonctionnement de la pensée.

### Remise en cause de cette dichotomie
La dichotomie nature / culture est une spécificité culturelle occidentale développée en Europe à partir de la Renaissance puis en Occident moderne de Descartes à Darwin, qui s’est répandue dans le monde entier, en même temps que s’accroissait l’influence politique, culturelle et commerciale de l’Occident (Grandes découvertes, colonisation, science occidentale), mais qui n'est pas partagée universellement,. Ce paradigme n’est pas simplement un outil analytique parmi d’autres, il est aussi la clef de voûte de l’épistémologie moderne. Ainsi, Philippe Descola dans Par-delà nature et culture (2005) distingue quatre « modes d’identification » qui sont le totémisme, l’animisme, l'analogisme et le naturalisme. Selon lui, seule la société naturaliste (occidentale) produit cette frontière entre soi et autrui à travers l’idée de « nature » dans le sens de « ce qui ne relève pas de la culture », ce qui ne relève pas des traits distinctifs de l’espèce humaine, et des savoirs et savoir-faire humains (une des quatre définitions énumérées plus haut).
Son usage comme outil analytique en ethnologie a parfois été fécond. Toutefois, et Descola l’a montré dans Par-delà nature et culture, l’idée de nature est étrangère à de nombreuses sociétés. Par ailleurs, la notion même de nature est contestée par certains courants de pensée écologistes, comme l’écoféminisme : en permettant l’anthropocentrisme, qui induit une séparation fondamentale entre l’homme et son environnement, et en rendant le premier fondamentalement supérieur, la dichotomie nature / culture viendrait légitimer l’exploitation capitaliste et patriarcale, par l’homme, des femmes et de son environnement. D’autres courants de pensée interrogent également cette dichotomie, notamment par le slogan zadiste « Nous ne défendons pas la nature, nous sommes la nature qui se défend ».

### Audio
- Frédéric Ducarme, « Comment définir la nature ? », sur France Inter, La Terre au carré, 21 octobre 2020.
- « Écologie et nature », sur France Culture, 27 juillet 2013.
- « Naturellement », Émission de radio avec pour thématique la Nature